# Episodi di The Ex List
La prima e unica stagione della serie televisiva The Ex List è stata trasmessa in prima visione negli Stati Uniti d'America da CBS dal 3 al 24 ottobre 2008, venendo sospesa dopo soli 4 episodi per via dei bassi ascolti, e lasciando così inediti i restanti 9 episodi.
In Italia è stata trasmessa in prima visione da Fox Life dal 16 marzo all'8 giugno 2010.
| nº | Titolo originale                     | Titolo italiano                 | Prima TV USA    | Prima TV Italia |
| -- | ------------------------------------ | ------------------------------- | --------------- | --------------- |
| 1  | Pilot                                | Il primo della lista            | 3 ottobre 2008  | 16 marzo 2010   |
| 2  | Climb Every Mountain Biker           | E ora pedala                    | 10 ottobre 2008 | 23 marzo 2010   |
| 3  | Protect And Serve                    | Amore in divisa                 | 17 ottobre 2008 | 30 marzo 2010   |
| 4  | Do You Love Me, Do You Surfer... Boy | Bella e la bestia               | 24 ottobre 2008 | 6 aprile 2010   |
| 5  | Momma's Boy                          | Il fantasma di Arlene Dubinkski |                 | 13 aprile 2010  |
| 6  | Daphne's Idealized Wedding           | Le nozze di Daphne              |                 | 20 aprile 2010  |
| 7  | Art Professor                        | Amore online                    |                 | 27 aprile 2010  |
| 8  | Trustafarian                         | Donare per credere              |                 | 4 maggio 2010   |
| 9  | Flower King                          | Rivali in affari                |                 | 11 maggio 2010  |
| 10 | The Spark                            | La scintilla                    |                 | 18 maggio 2010  |
| 11 | The Babysitter                       | La baby-sitter                  |                 | 25 maggio 2010  |
| 12 | Metro Guy and the Non Ex             | Tra due fuochi                  |                 | 1º giugno 2010  |
| 13 | The Other Foot                       | Col piede sbagliato             |                 | 8 giugno 2010   |